# Broken, Beat & Scarred
Broken, Beat & Scarred è un singolo del gruppo musicale statunitense Metallica, pubblicato il 3 aprile 2009 come sesto estratto dal nono album in studio Death Magnetic.

## Descrizione
Il testo, come quello di The Day That Never Comes, parla di una persona che viene ferita. "Scarred" vuol dire infatti in inglese cicatrizzato.

## Video musicale
Diretto da Wayne Isham e pubblicato il 26 marzo 2009, il video mostra il gruppo eseguire il brano dal vivo durante il World Magnetic Tour.

## Tracce
Testi e musiche di James Hetfield, Lars Ulrich, Kirk Hammett e Robert Trujillo, eccetto dove indicato.
CD 1
1. Broken, Beat & Scarred – 6:26
2. Broken, Beat & Scarred (Live) – 7:26
3. The End of the Line (Live) – 7:52

CD 2
1. Broken, Beat & Scarred – 6:26
2. Stone Cold Crazy (Live) – 3:24 (Freddie Mercury, Brian May, Roger Taylor, John Deacon) – originariamente interpretata dai Queen
3. Of Wolf and Man (Live) – 4:52 (James Hetfield, Lars Ulrich, Kirk Hammett)

DVD
1. Broken, Beat & Scarred (Video) – 6:15
2. The Day That Never Comes (Video) – 8:24
3. Death Magnetic EPK/Promo Reel – 17:25

CD maxi (Australia)
1. Broken, Beat & Scarred – 6:26
2. Broken, Beat & Scarred (Live) – 7:26
3. The End of the Line (Live) – 7:52
4. Stone Cold Crazy (Live) – 3:24 (Freddie Mercury, Brian May, Roger Taylor, John Deacon) – originariamente interpretata dai Queen
5. Of Wolf and Man (Live) – 4:52 (James Hetfield, Lars Ulrich, Kirk Hammett)

## Formazione
Gruppo
- James Hetfield – chitarra, voce
- Lars Ulrich – batteria
- Kirk Hammett – chitarra
- Robert Trujillo – basso

Produzione
- Rick Rubin – produzione
- Greg Fidelman – missaggio, registrazione
- Andrew Scheps – missaggio
- Mike Gillies – registrazione aggiuntiva
- Dana Nielsen – montaggio digitale
- Dan Monti – montaggio digitale
- Kent Matcke – montaggio digitale
- DD Elrich – montaggio digitale
- Sara Lyn Killion – assistenza tecnica
- Joshua Smith – assistenza tecnica
- Adam Fuller – assistenza tecnica
- Jason Gossman – assistenza tecnica
- Jason Mott – assistenza tecnica
- Ted Jensen – mastering

## Classifiche
| Classifica (2009)                | Posizione massima |
| -------------------------------- | ----------------- |
| Australia                        | 75                |
| Austria                          | 74                |
| Finlandia                        | 4                 |
| Francia                          | 36                |
| Germania                         | 35                |
| Paesi Bassi                      | 25                |
| Stati Uniti (mainstream rock)    | 15                |
| Stati Uniti (rock & alternative) | 32                |